# Лила Едет
Лила Едет (на шведски: Lilla Edet) е град в югозападната част на Швеция, лен Вестра Йоталанд. Главен административен център на едноименната община Лила Едет. Разположен е на левия бряг на река Йота елв. Намира се на около 360 km на югозапад от столицата Стокхолм и на 54 km на североизток от центъра на лена Гьотеборг. Населението на града е 4862 жители според данни от преброяването през 2010 г.